# F.E. (revista)
F.E. fue una publicación periódica española editada en Madrid, órgano oficial de expresión del partido Falange Española.

## Historia
Su primer número apareció el 7 de diciembre de 1933. Estuvo dirigido personalmente por José Antonio Primo de Rivera. F.E. constaba de doce páginas que alojaban diversas secciones, como: «Falange Española», «Falanges Universitarias», «Vida sindical», «Nacional», «Internacional», etc. Colaboraron en ella Manuel Mateo, Felipe Ximénez de Sandoval o Rafael Sánchez Mazas, entre otros. Se procuró dotarla de un contenido literario, labor en la que destacaron Samuel Ros, Ernesto Giménez Caballero, José María Alfaro y Víctor d'Ors —hijo de Eugenio d'Ors—. Sánchez Mazas se encargó de la sección «Consignas de normas y estilo» de la publicación.
F.E. se editó con carácter semanal, llegando a publicarse doce números. La publicación se mostró partidaria de la Alemania nazi, y llegó a publicar contenido abiertamente antisemita. Su distribución fue motivo de numerosos conflictos, entre censuras, secuestros gubernamentales y altercados callejeros; como consecuencia, resultaron muertos varios miembros de Falange. Un caso famoso fue el del estudiante Matías Montero, miembro del SEU. El último número de la publicación salió el 26 de abril de 1934.
Tras su desaparición fue sucedida por el semanario Arriba, que se convirtió en el nuevo órgano oficial de Falange.